# Венеційська Албанія

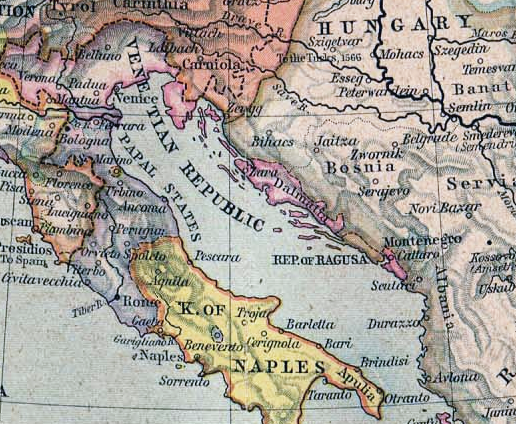
Венеційська Албанія в 1560 (рожевим кольором на південь від республіки Рагуза довкола Которської затоки)

Венеційська Албанія або «Албанія-Вене́та» (італ. Albania Veneta) — назва володіння Венеційської республіки у південній частині Далмації, яка існувала з 1420 до 1797. Охоплювало узбережжя сучасної Чорногорії і тимчасово — північні райони сучасної Албанії. Останні до 1571 року аж по місто Бар відійшли під контроль Османської імперії.

## Назва і географія
Венеція використовувала термін «Венеційська Албанія» для своїх володінь в прибережній Албанії, які простягалися від південних кордонів Республіки Рагуза до Дураццо. Назва Венеційська Албанія використовувалось для розрізнення території Албанії під владою Венеції від території Албанії під владою Османської імперії, яка приблизно відповідала території сучасної держави Албанія. Початково найважливіші території венеційських володінь в регіоні були зосереджені переважно на території сучасної північної Албанії (зокрема навколо Дураццо, Алессіо, Скутарі та Дривасто) але до 1571 року підконтрольна Венеції територія скоротилась до невеличкого володіння вздовж Чорногорського примор'я і навколо Которської затоки. З 1420 по 1797 рік ця територія міцно перебувала в руках Серенісіми і протягом кількох століть була оплотом проти експансіоністських цілей Османської імперії.

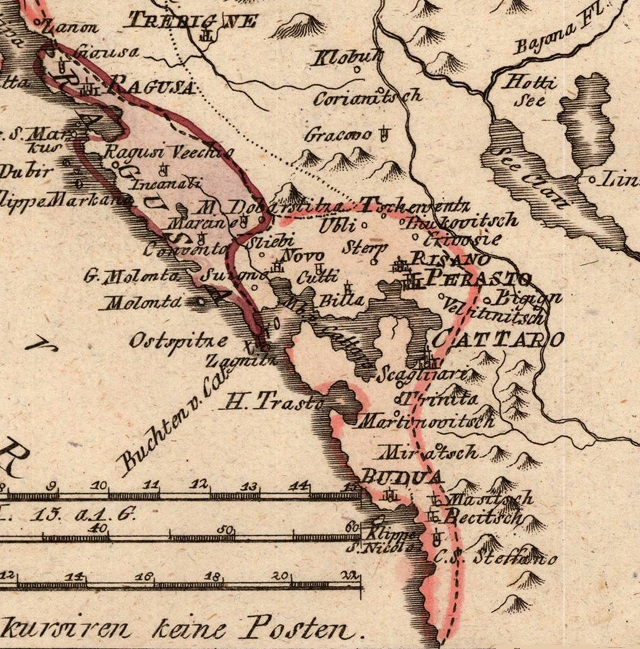
Венеційський анклав Каттаро (Венеційська Албанія) в 1789 році

Венеційські володіння простягалися переважно не більше ніж на 20 км вглиб материка від узбережжя Адріатичного моря. Спочатку Венеційська Албанія межувала на півночі з Республікою Рагуза, але в 1699 році Рагуза, побоюючись зазіхань зі сторони Венеційської республіки, добровільно передала Османській імперії дуже вузьку смугу території, яка поєднувала османську Боснію з морем поблизу Суторини, таким чином відділивши свою територію від території Венеційської Албанії і зробивши останню повноцінним ексклавом серед османських територій. У період між захопленням Скутарі у 1479 році і захопленням Ульциня і Бара у 1571 році, усі венеційські володіння на території сучасної Албанії були втрачені.
Внаслідок османських завоювань Скутарі (Шкодер), Дривасто (Дришт) і Алессіо (Лежа) в 1478—1479 роках, Дураццо (Дурреса) в 1502 році, Дульчіньо (Ульцинь) і Антіварі (Бар) у 1571 році, після 1573 року південна межа Венеційської Албанії перемістилася на північ до села Куфін (що албанською означає кордон) поблизу Будви.
Відтоді територія Венеційської Албанії була зосереджена довкола Которської затоки і включала сучасні міста Котор, Рисан, Пераст, Тиват, Херцег-Нові, Будва і Сутоморе.

## Історія

Внеційські володіння в Албанії в 1448 році

### Створення венеційського володіння в Албанії
Венеція мала час-від-часу владу над невеликими південно-далматинськими поселеннями з X століття, але до 1420 року не мала повного контролю.
Починаючи з Дураццо (1392) і Скутарі (1396), протягом наступних 50 років венеційці заволоділи всіма прибережними містами до Которської затоки: Каттаро, Рісано, Перасто і Теодо (1420/21), Будуа (1442) , Дульчіньо, Сан-Стефано, Антиварі із Спіцою і Кастелластуа та Алессіо (1443). Іноді венеційцям належали також місця всередині країни, такі як Скадарське озеро, Дривастум або замок Круя.
У 1393 році князь Зети Джурадж II Балшич, заради свого звільнення з османського полону визнав над собою сюзеренітет Османської імперії і передав османам свої міста Дривастум, Светі-Срдж і Скутарі. Однак після виходу на волю, Джурадж за допомогою венеційців відвоював міста, які він здав османам лише кілька місяців тому. У 1395 році, усвідомлюючи, що він не зможе самостійно опиратись нападу Османської імперії, він передав Дривастум, Светі-Срдж і Скутарі Венеційській республіці в обмін на сплату 1000 дукатів на рік.

Перед загрозою вторгнення Османської імперії, в 1420 році народ Которської республіки відповідно до рішення міської Великої ради (лат. Consilium maius) добровільно перейшов під управління та захист Венеційської республіки. В цьому ж році під Венеційське правління потрапила Будуа (Будва). 

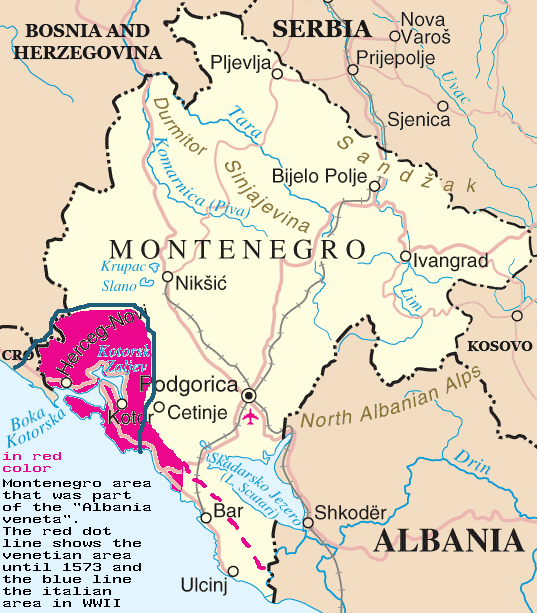
Територія Венеційської Албанії на карті сучасної Чорногорі (червоним). Червоними рисками показана територія (Ульцинь і Бар), втрачена венеційцями після 1573 року

На початку XV століття підконтрольні Венеції території включали землі від сучасної прибережної Чорногорії до Дурреса  в Північній Албанії. Венеційці швидко асимілювали місцеве населення, що розмовляло на спорідненій з італійською далматинській мові. Коли османи почали завойовувати Балкани в XV столітті у Венеційській Албанії значно зросла кількість слов'янського християнського населення, яке втікало від османів. Згідно з Оскаром Ранді в його книзі Dalmazia etnica, incontri e fusioni, до кінця XVII століття романське населення історичної Венеційської Албанії було вже в меншості.
З 1418 року володіннєм керували венеційський граф і капітан, з 1420 року ним управляла Венеційська республіка через спеціальний орган під назвою Бокче ді Каттаро, і лише в 1687 році воно стало автономною адміністративною одиницею під керівництвом генерального та ординарного суперінтенданта Далмації та Албанії, зі штаб-квартирою в Зарі.

### Територіальні втрати
Вже в 1479 році, в результаті Першої османсько-венеційської війни (1463—1479), крім захоплених під час війни османами міст Авлона (Вльори), Дривасто (Дришт) та Алессіо (Лежа), Венеція вимушена була також передати османам Скутарі (Шкодер), який на момент підписання мирної угоди ще утримувався венеційсько-албанською залогою, хоча вже багато місяців знаходився в османській облозі. Таким чином венеційський Дураццо (Дуррес) став ексклавом в далекому османському тилу і в 1502 році, під час Другої османсько-венеційсської війни, також був захоплений османами.
В 1571 році, під час Четвертої османсько-венеційської війни (так званої «Кіпрської війни» (1570—1573)), османи захопили також Дульчіньо (Ульцинь) і Антіварі (Бар) і згідно мирної угоди 1573 року, південна межа Венеційської Албанії перемістилася на північ до села Куфін (що албанською означає кордон) поблизу Будви.
В 1699 році, за рішенням Карловицького конгресу після порази Османської імперії у війні зі Священною лігою, під владу Венеції перейшла більша частина прибережної Далмації. Таким чином, Рагузька республіка опинилась оточеною з півдня і півночі венеційськими територіями — з півночі Венеційською Далмацією, а з півдня — Венеційською Албанією. Відтак, побоюючись можливої агресії зі сторони Венеції, на цьому ж конгресі Рагузька республіка добровільно віддала османам дві невеличкі ділянки землі, що з'єднували османську Боснію з морем на півночі і на півдні республіки і, відповідно, відокремлювали Венеційську Албанію і Венеційську Далмацію від території Рагузької республіки. Таким чином Венеційська Албанія з Каттаро (Котор) і Будуа (Будва) залишалась анклавом, оточеним з усіх сторін територією Османської імперії.

## Після ліквідації Венеційської республіки
Після завоювання Венеційської республіки в 1797 Першою Французькою імперією, територіальна належність Венеційської Албанії змінилася багато разів: у 1805 році вона була приєднана до наполеонівського Італійського королівства, а потім в 1809 стала частиною французьких Іллірійських провінцій і, нарешті, в 1815 році була передана під контроль Габсбурзької Далмації в складі Австрійської імперії.
У 1878 році (на Берлінському конгресі) до цієї території були додані ще 40 км² довкола Сутоморе.

## Галерея

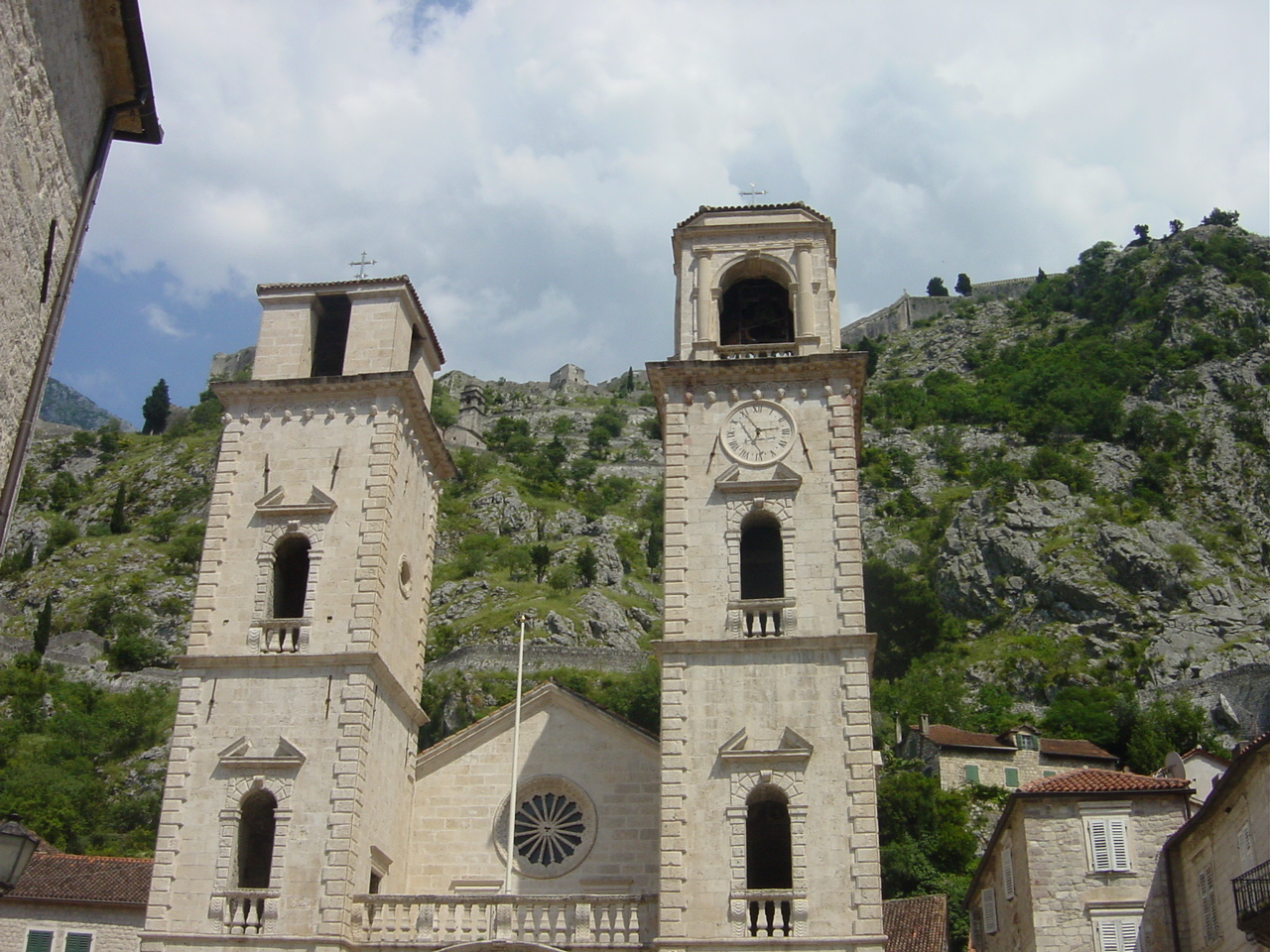
Собор Святого Трифона в Которі
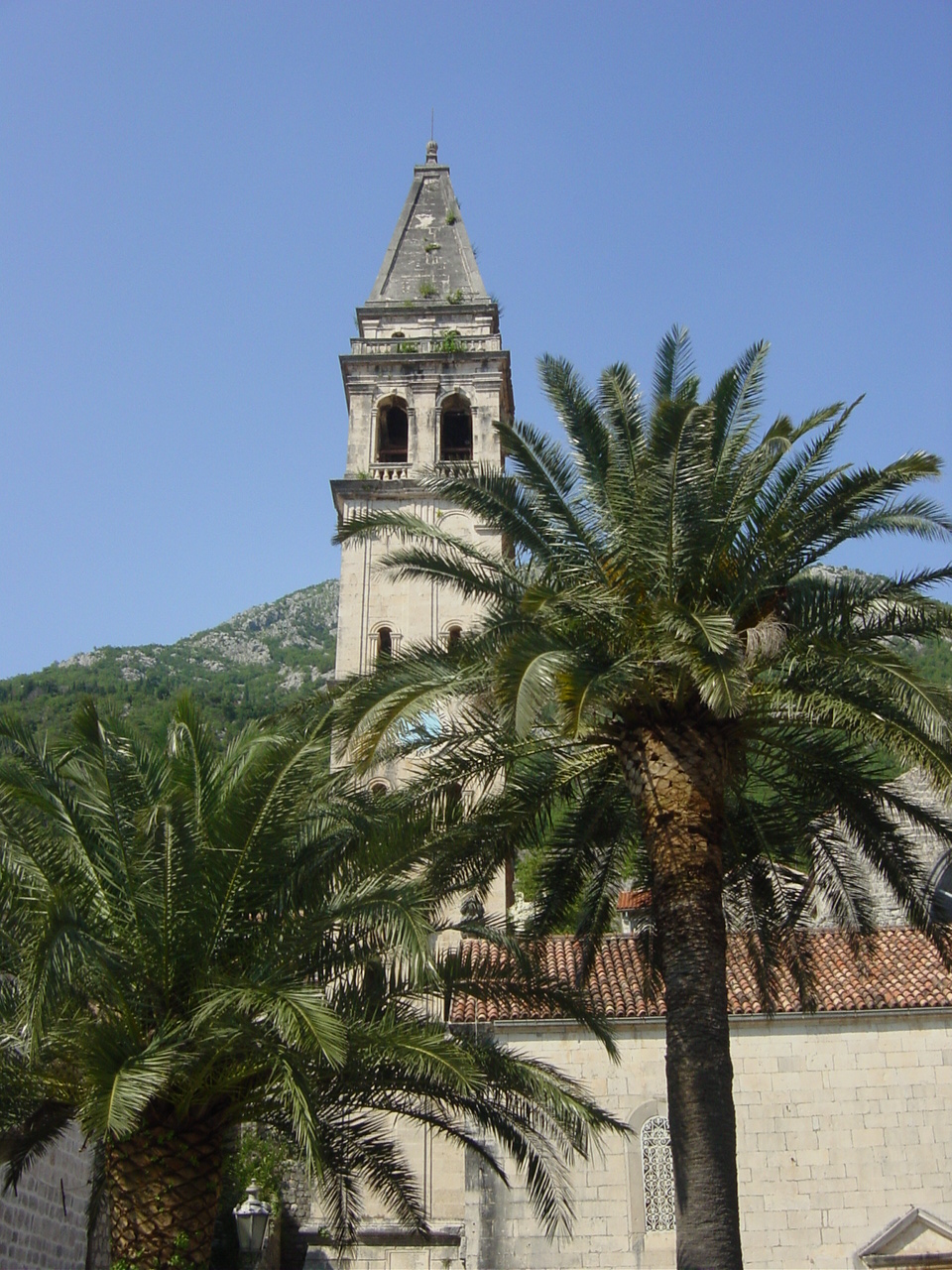
Церква в Перасті з типовою венеційською дзвіницею
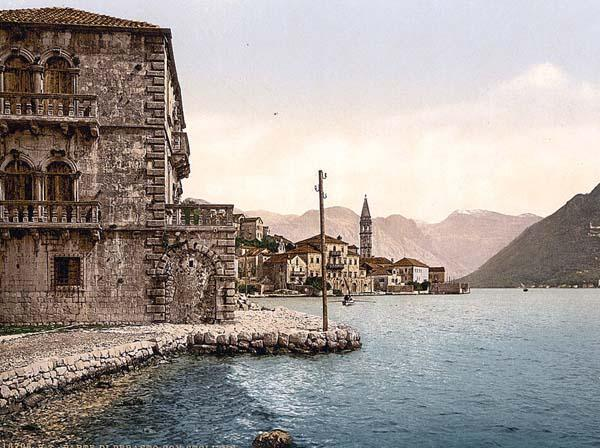
Листівка з зображенням венеційської архітектури в місті Пераст в 1900 р.
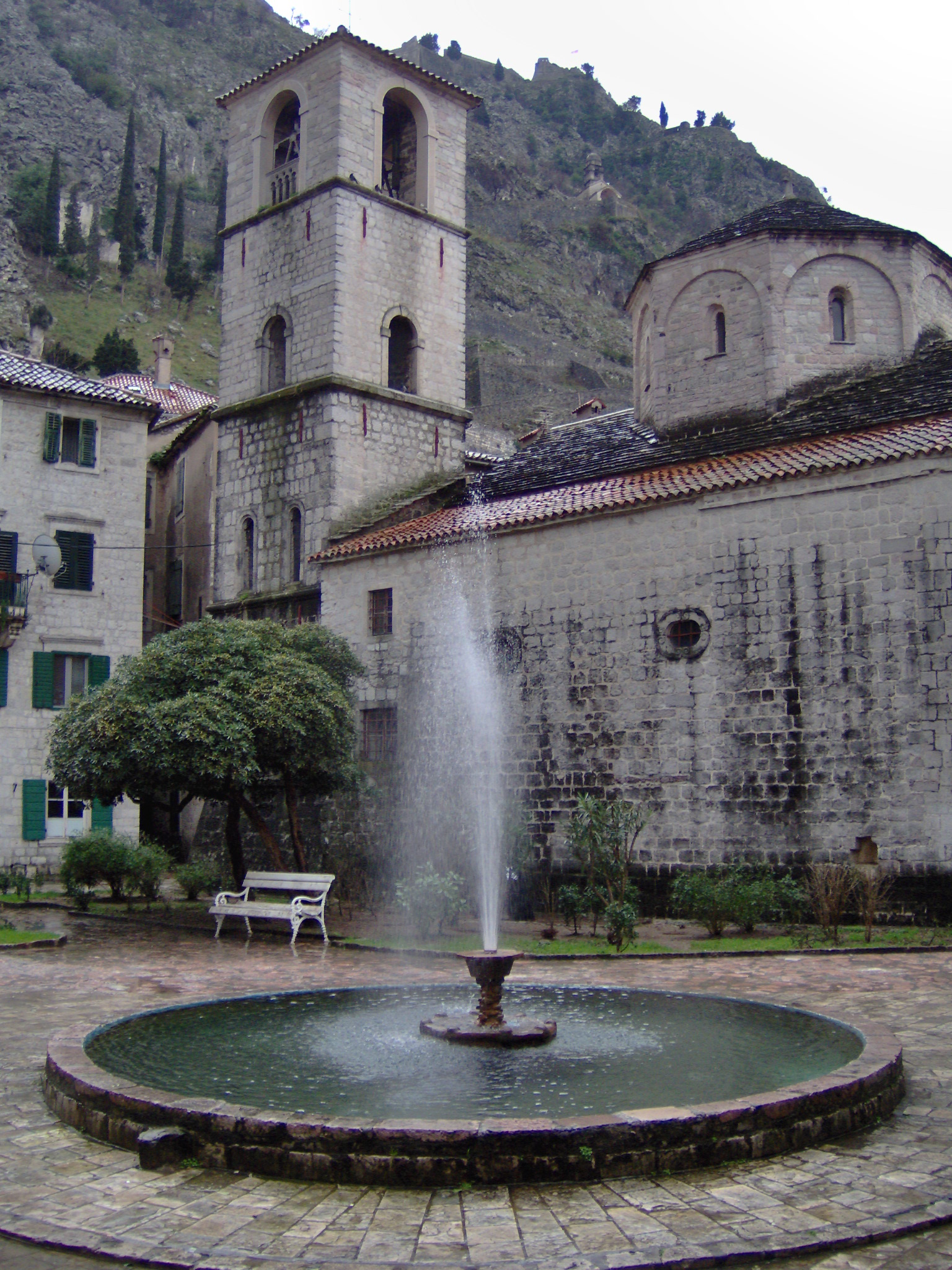
Давній Котор
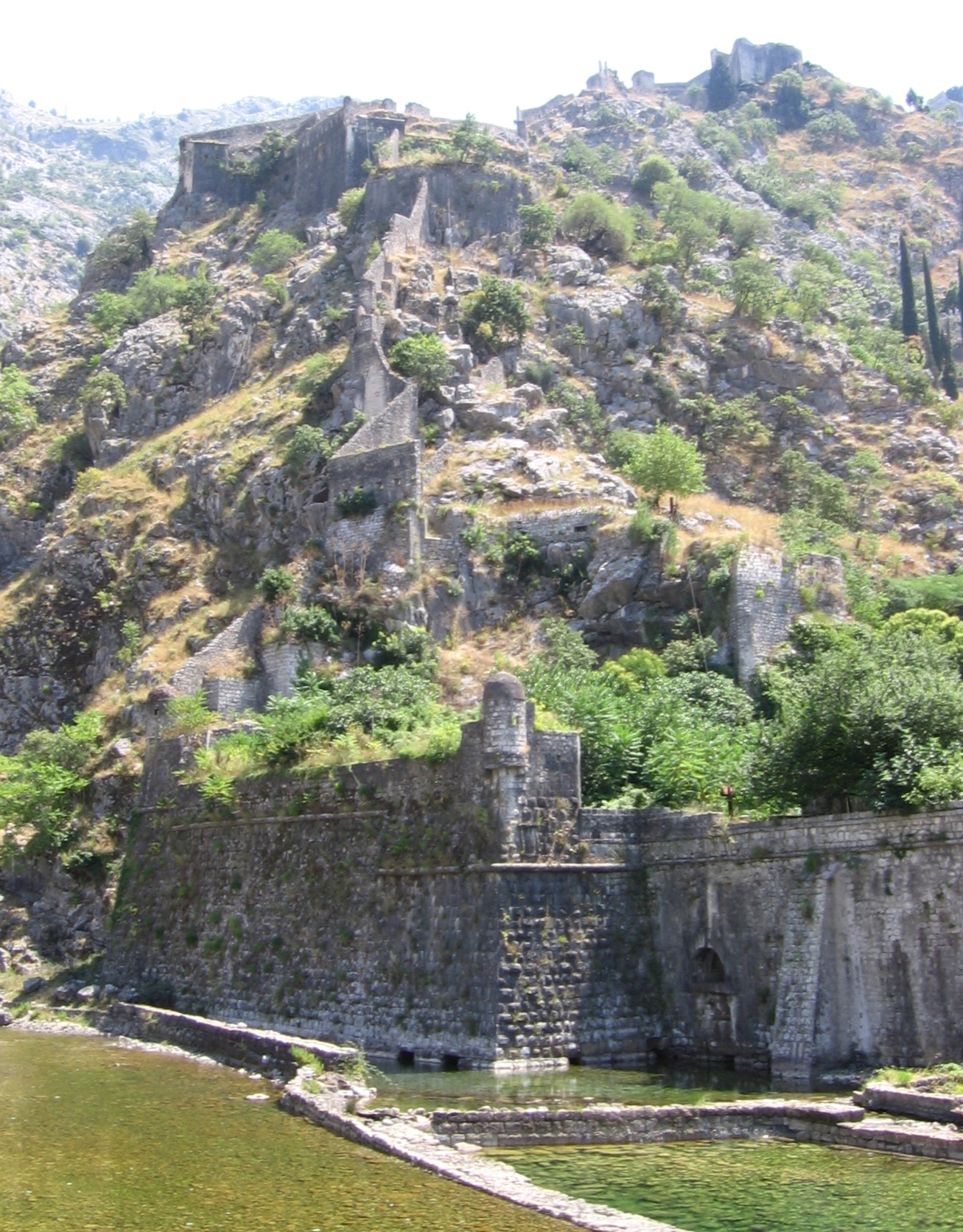
Венеційські стіни Котора
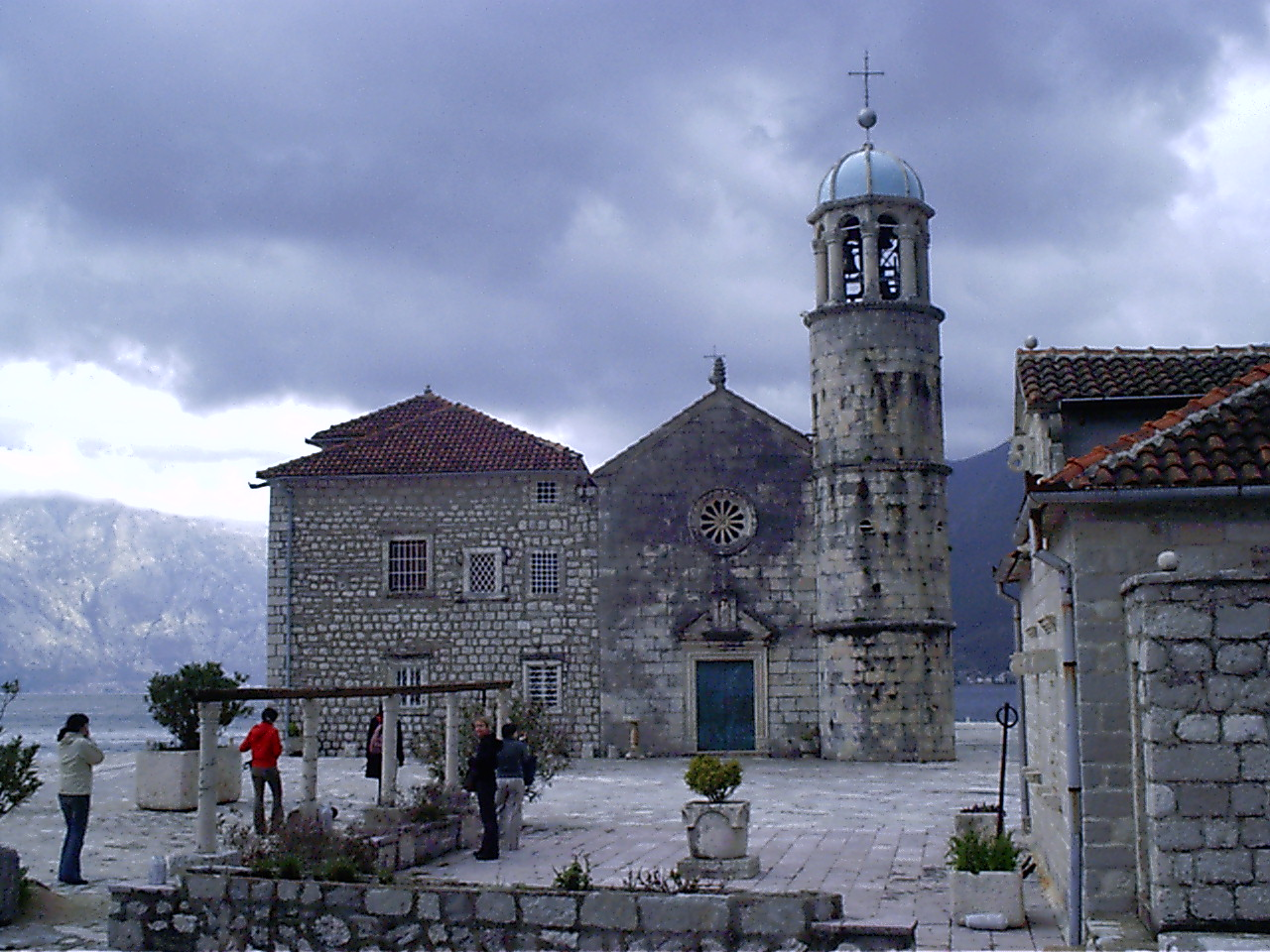
Давній Пераст
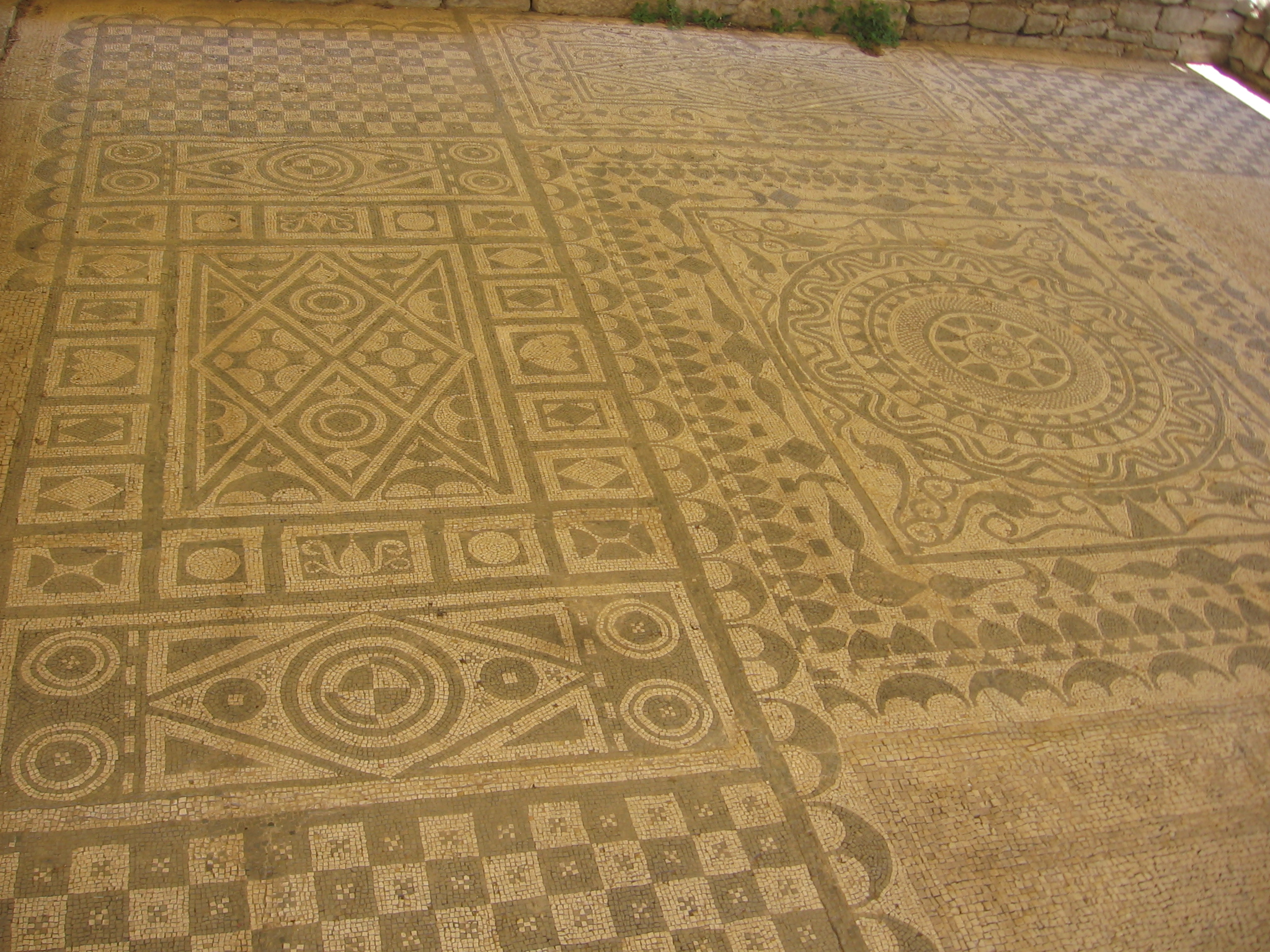
Римська мозаїка в Рисані
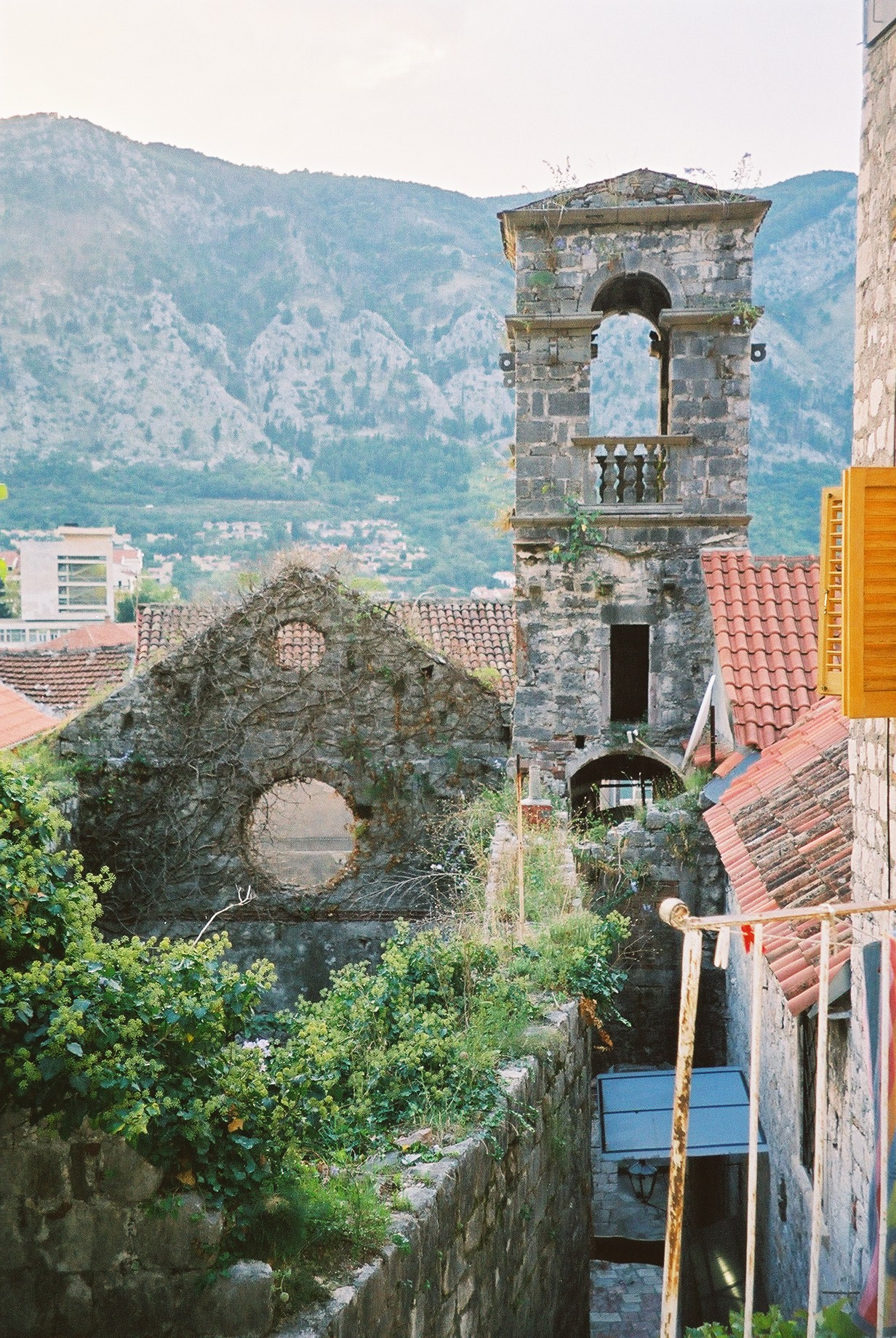
Давня венеційська церква в Которі